# معرین، اعزاز
معرین (به عربی: معرین) یک روستا در سوریه است که در ناحیه مرکزی اعزاز واقع شده‌است. معرین ۳۳۴ نفر جمعیت دارد.